# Dialetti greci antichi
La lingua greca antica non si presenta come un'entità monolitica, ma appare infatti articolata in una serie di varietà, dette dialetti, sin dall'età del bronzo.
I dialetti greci sono ricondotti tutti a un'unica, ipotetica proto-lingua, il cosiddetto protogreco, un ramo dell'indoeuropeo distaccatosi definitivamente nei Balcani fra il 3000 e il 2000 a.C., e poi diffusosi progressivamente nella penisola ellenica in fasi successive. Il protogreco stesso non va inteso come un'entità monolitica, ma doveva già mostrare di per sé primitive differenziazioni dialettali, alcune delle quali perdute per sempre, altre sopravvissute fino all'età classica.

## Prefigurazioni dei dialetti greci verso la fine dell'età del bronzo
Le più antiche documentazioni del greco sono fornite dalle tavolette micenee in scrittura sillabica lineare B. Queste tavolette d'argilla cotta dagli incendi, impiegate dalla burocrazia delle cittadelle micenee per la registrazione dell'accumulo e dello scambio di prodotti, attestano il dialetto parlato dalle classi dominanti della civiltà micenea. Tuttavia mostrano testimonianze di fenomeni fonetici che caratterizzano più tardi altri dialetti greci, fra cui in particolare il dorico e l'eolico.
Verosimilmente, il quadro retrostante le sporadiche testimonianze forniteci dai documenti burocratici micenei era più complesso, dato che l'articolazione territoriale dei regni micenei in età tardo-elladica è sicuramente il frutto del progressivo inglobamento violento di regni più piccoli da parte degli stati più potenti. Appare plausibile che quella delle tavolette micenee dell'età del bronzo fosse una sorta di arcaica koinè diplomatico-commerciale, la realtà linguistica delle popolazioni essendo sin da allora certamente più mobile di quanto appaia a prima vista. Per giunta, è estremamente probabile che una variante autonoma basata su un dialetto miceneo arcaico potesse essere usata dall'ipotetica poesia epico-celebrativa di corte (antenata protostorica dell'epica di Omero) che con tutta probabilità si era sviluppata sotto gli wanaktes micenei.

## Dialetti greci dell'età classica

Distribuzione dei dialetti greci in età classica, secondo Roger D. Woodard (2008)

La situazione dei dialetti greci dell'età del ferro è ovviamente molto più chiara e meglio conosciuta. Sin dalla fine del IX, inizio dell'VIII secolo a.C., i dialetti greci appaiono grosso modo divisi in cinque grandi gruppi:
- il dialetto ionico-attico: distaccatosi dal ceppo comune intorno al 1000 a.C., per innovazioni fonetiche proprie probabilmente originarie delle arcaiche colonie dell'Asia Minore, si configura come un continuum di parlate che dalla Ionia micro-asiatica (area linguisticamente più innovativa), si irradia verso la Grecia centrale, in particolare l'Eubea e l'Attica (regione, quest'ultima, linguisticamente più conservativa);
- i dialetti greci occidentali, divisi a loro volta in:
  - dialetto dorico, estremamente conservativo, parlato nel sud del Peloponneso, a Creta, a Rodi, nelle Cicladi e nelle Sporadi Meridionali, nonché nelle arcaiche colonie della Doride, sempre in Asia Minore. Enclavi doriche esistevano anche nella penisola calcidica e nella Doride della Grecia centrale.
  - dialetti del greco nord-occidentale,  propri delle popolazioni dell'Elide, dell'Acaia, della Grecia centro-occidentale e dell'Epiro, sono caratterizzati da innovazioni fonetico-morfologiche e da fenomeni di intersezione fra l'area linguistica dorica e il dialetto eolico.
- dialetto eolico, parlato in Tessaglia, in Beozia, in molte isole del mar Egeo settentrionale (fra cui Lesbo), nelle colonie dell'Eolide in Asia Minore -era diviso in due varianti: l'eolico occidentale, tessalo-beotico, più conservativo, e l'eolico orientale, rappresentato dal lesbico e dai dialetti della costa settentrionale dell'Asia Minore; tracce della presenza degli Eoli e del loro dialetto sono però ampiamente presenti anche nel nord-ovest del Peloponneso.
- dialetto arcado-cipriota, parlato in Arcadia e a Cipro, era il relitto dell'antico dialetto miceneo, ed era caratterizzato da tratti fortemente conservativi; si divideva nelle varianti dell'arcadico e del cipriota.
- uno statuto a sé aveva il dialetto omerico, mai effettivamente parlato da alcuna popolazione, era la lingua standard della poesia epica e si basava sullo ionico, mescolato a significativi apporti eolici, con la sopravvivenza di corposi relitti fonetici, morfologici e lessicali del dialetto miceneo.
- dialetto panfilio, parlato nella regione micro-asiatica della Panfilia.

### Dialetti greci e alfabeti greci
Ogni area dialettale aveva in origine il suo alfabeto preferenziale. Gli alfabeti epicorici greci erano tutti adattamenti dell'alfabeto fonetico fenicio e variavano per significativi dettagli, come la possibilità di distinguere la lunghezza delle vocali, o l'aspirazione iniziale. Alla fine dell'età arcaica, dall'Asia Minore, si diffonde l'alfabeto ionico, che col tempo soppianterà gli alfabeti epicorici, imponendosi come alfabeto normativo della lingua greca. Una variante di alfabeto greco occidentale, quello di Cuma, fornirà alla lingua etrusca la sua scrittura fonetica. Dall'alfabeto occidentale cumano, riadattato dagli Etruschi, deriveranno poi l'alfabeto latino nonché gli alfabeti delle altre popolazioni italiche, fra cui Liguri, Veneti, Osci, Umbri, Sanniti.
Una situazione particolare si osservava a Cipro: fino al V secolo a.C., il dialetto cipriota si serviva anche di una scrittura sillabica riadattata, discesa direttamente dall'antica lineare B. Fu appunto la somiglianza con il sillabario cipriota a permettere a Michael Ventris la decifrazione del sillabario lineare B miceneo.

## Dialetti greci e generi letterari
I dialetti greci sono strettamente collegati ai generi letterari. Per tradizione l'epica si serviva di un dialetto ionico arcaico contaminato, il dialetto omerico a cui si è accennato sopra, una lingua artificiale stratificatasi nei secoli, e fatta apposta per l'esametro dattilico, il verso della poesia epica. Anche la poesia giambica e l'elegia in origine si servivano dello ionico, o meglio, di una lingua omerizzante a base ionica, che di volta in volta si mescolava con il dialetto nativo dei singoli poeti. Il dialetto ionico dette inoltre una significativa impronta alla prosa della favola (Esopo), della storiografia (Erodoto), della filosofia (Talete, Anassimandro, Anassimene, Eraclito), della medicina (Ippocrate). Successivamente, l'emergere della potenza ateniese e della cultura attica con Solone, con la tragedia (Eschilo, Sofocle, Euripide), con la commedia (Eupoli, Cratino, Aristofane), con il mimo (Sofrone di Siracusa), con la storiografia di Tucidide, con l'oratoria (IV secolo), con la filosofia di Democrito e Anassagora, fino ai maturi frutti (fra V e IV secolo) della prosa di Platone e dell'Aristotele essoterico (per noi perduto), imposero il dialetto attico come lingua della prosa e del dialogo del teatro.
Accanto al dialetto di Omero e allo ionico-attico, si afferma l'eolico come lingua della lirica monodica (Alceo, Saffo, Corinna -quest'ultima si serve del dialetto beotico), e il dorico della lirica corale (Alcmane, Stesicoro, Bacchilide, Pindaro) e della farsa (Epicarmo). Da questo quadro articolato, che non si può pretendere di definire nei dettagli in questa sede, si delinea uno schema (assai approssimativo) di questo genere:
- per l'epica, il dialetto omerico a base ionica;
- per la prosa, lo ionico-attico, impiegato anche nel dialogo del teatro e nel giambo;
- per il canto corale, il dorico, anche nella tragedia e nella commedia;
- per la lirica monodica, il dialetto natio del poeta.

### Dialetti greci e tradizione antica dei testi letterari: fra normalizzazione del dialetto e ipercorrezione filologica
In età arcaica accadeva spesso che i testi letterari, diffusi nel mondo greco a partire dalle loro aree d'origine, venissero normalizzati, perdendo la loro coloritura dialettale originaria, e assumendo quella dei loro fruitori di altre regioni della Grecia. Questo fenomeno è particolarmente vivo per Omero, ma interessa un po' tutti gli autori antichi, ed è dovuto alle peculiari dinamiche della diffusione dei testi nello spazio letterario greco. Ciò determinò nei testi tramandati la perdita di molti elementi tipici della lingua spontanea degli autori.
Quando gli studiosi di Alessandria d'Egitto, in età ellenistica, inaugurarono la tradizione degli studi filologici, cercarono di ripristinare la patina dialettale originaria degli autori, cadendo spesso in errori di segno opposto rispetto alla tradizione testuale di età arcaica e del V secolo. I filologi alessandrini, infatti:
- non si rendevano conto che i dialetti greci parlati ai loro tempi (III secolo a.C.) erano diversi da quelli di VII-VI secolo, epoca a cui appartenevano molti degli autori da loro curati (in particolare i lirici);
- spesso restauravano una presunta forma dialettale, imponendo a una parola una struttura fonetica che non le era propria: così, ad esempio, emendando i testi dei poeti dorici, trasformavano tutte le η in α lunga, sulla base del pregiudizio che η ionico-attico equivale sempre e soltanto al dorico α lunga. Così fecero sparire anche le η che il dorico possedeva in proprio, attuando di fatto delle ipercorrezioni doriche, o iperdorismi (insomma, dorizzavano più degli stessi Dori).

Non è difficile immaginare quali problemi nascano da questa complessa situazione, per il filologo moderno intenzionato a rendere il testo genuino degli autori antichi.

## Dialetti e "lingue franche" del mondo greco-mediterraneo
A causa dell'egemonia politica di alcuni centri, come Sparta nel Peloponneso, Atene nel mondo egeo dopo le guerre persiane, Siracusa in Italia meridionale, alcuni dialetti divennero vere e proprie lingue franche del commercio e dei rapporti fra le poleis.
Fra queste lingue franche regionali si impone, dal III secolo a.C. in poi, la cosiddetta koinè o greco comune, di base ionico-attica, che diventa la lingua franca del bacino del Mediterraneo fino in età romana.

## Dialetti neogreci
Il prevalere dello ionico-attico alla base della koinè induce il recedere degli altri dialetti greci. Di fatto, i dialetti greci medievali e moderni derivano tutti dal greco comune di età ellenistica, con poche, significative eccezioni:
- il dialetto zaconico, una forma di neodorico ancora parlato nell'entroterra del Peloponneso sudoccidentale
- il grecanico, scritto in alfabeto latino e/o greco e parlato in alcune isole linguistiche dell'Italia meridionale;
- il dialetto greco pontico, una variante di neogreco ancora parlata nella regione del Ponto (per esempio a Trebisonda, l'antica Trapezunte) e da popolazioni migrate dalla Turchia in Grecia e in Russia meridionale fra Settecento e Ottocento.
- un dialetto neogreco derivato da una koinè prevalentemente ionizzante sopravvive in alcune isole greche vicino alla costa anatolica della Turchia.